# معادله آورامی

تبدیل یک فاز از فاز دیگر با رشد هسته هایی که به طور تصادفی در فاز مادر تشکیل می شوند.

معادله آورامی توضیح می دهد که چگونه جامدات در دمای ثابت از یک فاز به فاز دیگر تبدیل می شوند. این می تواند به طور خاص سینتیک تبلور را توصیف کند، می تواند به طور کلی برای سایر تغییرات فاز در مواد مانند سرعت واکنش شیمیایی اعمال شود، و حتی می تواند در تجزیه و تحلیل سیستم های اکولوژیکی کاربرد داشته باشد. 
این معادله با نام معادله جانسون – مهل – اورامی – کلموگروف ( JMAK ) نیز شناخته می‌شود. این معادله برای اولین بار توسط جانسون، مهل، اورامی و کولموگروف (به زبان روسی) در مجموعه ای از مقالات منتشر شده در مجله فیزیک شیمی بین سال های 1939 و 1941 استخراج شده است.    علاوه بر این، کولموگروف از نظر آماری تبلور یک جامد را در سال 1937 بررسی کرد (به روسی، Kolmogorov، AN، Izv. آکاد. ناوک. SSSR., 1937, 3, 355).

## سینتیک تبدیل

نمودار تبدیل همدما معمولی (بالا). تبدیل را می توان با استفاده از معادله آورامی به عنوان نمودار در مقابل توصیف کرد، که یک خط مستقیم نتیجه می‌دهد.

تغییرات اغلب یک روند s شکل یا سیگموئیدی را طی می‌کنند که در آن نرخ تبدیل در ابتدا و انتهای تبدیل کم است، اما در بین آن‌ها سریع است.
سرعت آهسته در مراحل اول را می توان به زمان مورد نیاز برای تشکیل و شروع رشد تعداد قابل توجهی از هسته های فاز جدید نسبت داد. در طول دوره میانی، سرعت تبدیل سریع است زیرا هسته‌ها به ذرات تبدیل می‌شوند و فاز قدیمی را مصرف می‌کنند در حالی که هسته‌ها در فاز اصلی باقی مانده به شکل‌گیری ادامه می‌دهند.
هنگامی که تبدیل به مراحل نهایی نزدیک می شود، مواد تغییر نیافته کمی برای هسته سازی بیشتر باقی می ماند و تولید ذرات جدید شروع به کند شدن می کند. علاوه بر این، ذرات تشکیل شده قبلی شروع به تماس با یکدیگر می کنند و مرزی را تشکیل می دهند که در آن رشد متوقف می شود.

## استخراج معادله
برای استخراج ساده‌ترین حالت معادله آورامی تعداد قابل توجهی فرض و ساده سازی را ایجاد می کند: 
- هسته زایی به طور تصادفی و همگن در کل بخش تبدیل نشده ماده رخ می دهد.
- نرخ رشد به میزان استحاله فازی بستگی ندارد.
- رشد در همه جهات با سرعت یکسان اتفاق می افتد.

اگر این شرایط برآورده شود، تغییر فاز  {\displaystyle \alpha } به {\displaystyle \beta } با هسته زایی ذرات جدید با سرعت {\displaystyle {\dot {N}}} در واحد حجم پیش خواهد رفت، که با سرعت رشد {\displaystyle {\dot {G}}} به ذرات کروی تبدیل می شوند و تنها زمانی رشد نمی کنند که به یکدیگر برخورد کنند. در یک بازه زمانی {\displaystyle 0<\tau <t} ، هسته زایی و رشد فقط می تواند در مواد تبدیل نشده اتفاق بیفتد. با این حال، با این مشکل به کارگیری مفهوم یک حجم توسعه یافته- حجم فاز جدیدی که ایجاد می‌شد اگر کل نمونه هنوز تبدیل نشده باشد، قابل حل است. در طول بازه زمانی {\displaystyle \tau } تا {\displaystyle \tau +\mathrm {d} \tau } تعداد هسته‌های N که در نمونه‌ای از حجم V ظاهر و ایجاد می‌شوند توسط معادله زیر داده می‌شود:{\displaystyle N=V{\dot {N}}\,\mathrm {d} \tau ,}جایی که {\displaystyle {\dot {N}}} یکی از دو پارامتر در این مدل ساده است: نرخ هسته‌زایی در واحد حجم، که ثابت فرض می شود. از آنجایی که رشد همسانگرد، ثابت و بدون مانع توسط مواد تبدیل شده قبلی است، هر هسته به یک کره شعاع تبدیل می شود. {\displaystyle {\dot {G}}(t-\tau )} ، و بنابراین حجم توسعه یافته از {\displaystyle \beta } به دلیل ظهور هسته در بازه زمانی برابر خواهد بود با:

{\displaystyle \mathrm {d} V_{\beta }^{e}={\frac {4\pi }{3}}{\dot {G}}^{3}(t-\tau )^{3}V{\dot {N}}\,d\tau ,}

جایی که {\displaystyle {\dot {G}}} دومین پارامتر از دو پارامتر در این مدل ساده است: سرعت رشد یک کریستال، که آن نیز ثابت فرض می شود. ادغام این معادله بین {\displaystyle \tau =0} و {\displaystyle \tau =t} کل حجم گسترش یافته را که در بازه زمانی ظاهر می شود به دست می دهد:

{\displaystyle V_{\beta }^{e}={\frac {\pi }{3}}V{\dot {N}}{\dot {G}}^{3}t^{4}.}

تنها کسری از این حجم گستردش یافته واقعی است. بخشی از آن بر روی مواد تغییر یافته قبلی قرار دارد و مجازی است. از آنجایی که هسته‌زایی به‌طور تصادفی اتفاق می‌افتد، نسبت حجم گسترش‌یافته‌ایی که واقعی است و در طول هر افزایش زمانی ({\displaystyle dt}) ایجاد می‌شود، متناسب با کسر حجمی تبدیل‌نشده {\displaystyle \alpha } خواهد بود. بدین ترتیب:

{\displaystyle \mathrm {d} V_{\beta }=\mathrm {d} V_{\beta }^{e}\left(1-{\frac {V_{\beta }}{V}}\right),}
ساده‌‌سازی:

{\displaystyle {\frac {1}{1-V_{\beta }/V}}\,\mathrm {d} V_{\beta }=\mathrm {d} V_{\beta }^{e},}

و پس از انتگرال‌گیری:

{\displaystyle \ln(1-Y)=-V_{\beta }^{e}/V,}

که در آن Y کسر حجمی  {\displaystyle \beta } ( {\displaystyle V_{\beta }/V} ) است.
با توجه به معادلات قبلی، این را می توان به شکل آشناتر معادله Avrami (JMAK) ساده کرد، که کسر حجمی مواد تبدیل شده را پس از یک زمان نگهداری در دمای معین نشان می دهد:

{\displaystyle Y=1-\exp[-K\cdot t^{n}],}

که در آن {\displaystyle K=\pi {\dot {N}}{\dot {G}}^{3}/3} ، و {\displaystyle n=4} .
بازنویسی:

{\displaystyle \ln {\big (}-\ln[1-Y(t)]{\big )}=\ln K+n\ln t,}

که امکان تعیین ثابت های n و k را از نمودار {\displaystyle \ln {\left(\ln {\tfrac {1}{1-Y}}\right)}} در مقابل {\displaystyle \ln {t}} فراهم می‌کند. اگر تبدیل فاز از معادله آورامی پیروی کند، یک خط مستقیم با شیب n و عرض از مبدا {\displaystyle \ln {K}} نتیجه می‌دهد .

## اندازه کریستالیت نهایی (دامنه)
زمانی که تبلور تا حد زیادی به پایان می رسد، {\displaystyle Y} به مقادیر نزدیک به 1 می رسد که در زمان تبلور {\displaystyle t_{X}} تعریف شده توسط {\displaystyle Kt_{X}^{n}\sim 1}  خواهد بود، که پس از آن عبارت نمایی در عبارت بالا برای {\displaystyle Y} کوچک خواهد بود. بنابراین زمان کافی برای تبلور در حدود زیر است:

{\displaystyle t_{X}\sim {\frac {1}{\left({\dot {N}}{\dot {G}}^{3}\right)^{1/4}}},}

به عنوان مثال، تبلور زمانی طول می کشد که یک بر یک چهارم توان نرخ هسته‌زایی در واحد حجم، {\displaystyle {\dot {N}}} و یک بر سه چهارم توان سرعت رشد {\displaystyle {\dot {G}}}، کاهش می‌یابد . بلورهای معمولی برای کسری از زمان تبلور  {\displaystyle t_{X}} رشد می‌کنند و بنابراین یک بعد خطی {\displaystyle {\dot {G}}t_{X}} دارند، یا

{\displaystyle {\text{crystallite linear size}}\sim {\dot {G}}t_{X}\sim \left({\frac {\dot {G}}{\dot {N}}}\right)^{1/4},}

به عنوان مثال، یک چهارم توان نسبت سرعت رشد به نرخ هسته‌‌زایی در واحد حجم. بنابراین اندازه بلورهای نهایی تنها به این نسبت بستگی دارد، در این مدل، و همانطور که باید انتظار داشته باشیم، نرخ رشد سریع و سرعت هسته‌زایی آهسته منجر به کریستال‌های بزرگ می‌شود. حجم متوسط بلورها به اندازه مکعب معمولی خطی است.

همه اینها یک توان {\displaystyle n=4} فرض می‌کند که برای هسته یکنواخت (همگن) در سه بعدی مناسب است. برای مثال، لایه‌های نازک ممکن است به طور موثر دو بعدی فرض شوند، در این صورت اگر هسته‌زایی دوباره یکنواخت باشد، توان آن {\displaystyle n=3} فرض می‌شود. به طور کلی، برای هسته و رشد یکنواخت، {\displaystyle n=D+1} ، جایی که {\displaystyle D} ابعاد فضایی است که در آن تبلور رخ می دهد.

## تفسیر ثابت های آورامی
در اصل، n دارای یک مقدار صحیح بین 1 و 4 بود که ماهیت تبدیل فاز مورد نظر را منعکس می کرد. به عنوان مثال، در استخراج معادله بالا، می‌توان گفت که مقدار 4 از رشد در سه بعد و نشان دهنده نرخ هسته‌زایی ثابت است. مشتقات جایگزین وجود دارد که n مقدار متفاوتی دارد. 
اگر هسته‌ها از قبل ایجاد شده باشند، و بنابراین همه از ابتدا وجود داشته باشند، تبدیل فاز تنها به دلیل رشد سه بعدی هسته‌ها است و n دارای مقدار 3 است.
یک وضعیت جالب زمانی رخ می‌دهد که هسته‌زایی در مکان‌های خاصی (مانند مرز دانه‌ها یا ناخالصی‌ها) اتفاق می‌افتد که پس از شروع تبدیل، به سرعت اشباع می‌شوند. در ابتدا، هسته زایی ممکن است تصادفی باشد، و رشد بدون مانع باشد، که منجر به مقادیر بالایی برای n (3 یا 4) شود. هنگامی که مکان های هسته زایی مصرف می شوند، تشکیل ذرات جدید متوقف می شود.
علاوه بر این، اگر توزیع مکان‌های هسته‌زایی غیر تصادفی باشد، ممکن است رشد به 1 یا 2 بعد محدود شود. اشباع سایت ممکن است منجر به n مقدار 1، 2 یا 3 به ترتیب برای مکان های سطح، لبه و مکان‌های نقطه‌ایی شود. 

## کاربردها در بیوفیزیک
معادله اورامی در بیوفیزیک سرطان از دو جنبه مورد استفاده شد. جنبه اول با رشد تومور و سینتیک سلول های سرطانی مرتبط است  ، که می تواند با منحنی سیگموئیدی توصیف شود. در این زمینه تابع آورامی به عنوان جایگزینی برای منحنی گومپرتز به طور گسترده مورد استفاده قرار گرفت. در مورد دوم، از نظریه هسته‌زایی و رشد آورامی همراه با نظریه سرطان‌زایی چند ضربه برای نشان دادن چگونگی ایجاد سلول سرطانی استفاده شد. تعداد جهش‌های انکوژنیک در DNA سلولی را می‌توان به عنوان ذرات هسته‌سازی در نظر گرفت که می‌تواند کل مولکول DNA را به یک مولکول سرطانی تبدیل کند ( تبدیل نئوپلاستیک ). این مدل برای داده‌های بالینی سرطان معده اعمال شد و نشان می‌دهد که ثابت n اورامی بین 4 تا 5 است که هندسه فراکتالی دینامیک سرطان‌زا را نشان می‌دهد. 

## لینک های خارجی
- IUPAC Compendium of Chemical Terminology 2nd ed. ("کتاب طلا") ، آکسفورد (1997)
- بلورشناسی